# Michael Stearns
Michael Stearns (Tucson, 16 ottobre 1948) è un musicista e compositore statunitense.

## Biografia
Ha iniziato la propria carriera musicale negli anni sessanta, suonando con gruppi pop e rock quali i Lovin' Spoonful e Paul Revere & the Raiders prima di comporre la sua prima "piece" di musica elettronica nel 1968. Dopo aver composto la musica per i balli sperimentali del Continuum Studio, ha esordito nel 1977 con Ancient Leaves, considerato un anticipatore della new age. La sua musica è stata adottata in vari film fra cui i colossal di James Cameron e le pellicole di Ron Fricke. Stearns ha anche composto colonne sonore per vari film (Chronos, 1985; Baraka 1993; Samsara, 2012) e gli è attribuita la musica adottata per l'attrazione Star Trek: The Experience.

## Stile musicale
Pioniere della new age elettronica con Steve Roach e Kevin Braheny, Stearns compone la sua musica spaziale e atmosferica adoperando sovente il sintetizzatore, strumenti esotici e altri di sua invenzione come "The Beam" (letteralmente "La sbarra"), un'asta in alluminio a cui sono collegate numerose corde per pianoforte. Questa ricerca sonora ha spinto qualcuno a definire le sue composizioni "studi ascetici sulle proprietà acustiche degli oggetti."

## Discografia
- 1977 – Ancient Leaves
- 1978 – Sustaining Cylinders
- 1979 – Morning/Jewel
- 1981 – Planetary Unfolding
- 1983 – Lyra Sound Constellation
- 1983 –  Lightplay
- 1985 – Chronos
- 1986 – Plunge
- 1987 – Floating Whispers
- 1988 – Encounter
- 1989 – Desert Solitaire (con Kevin Braheny e Steve Roach)
- 1993 – Baraka
- 1993 – Sacred Site
- 1994 – Singing Stones
- 1995 – The Lost World
- 1995 – Kiva (con Steve Roach e Ron Sunsinger)
- 2000 – Within
- 2000 – Spirits of the Voyage
- 2000 – The Middle of Time
- 2000 – Sorcerer
- 2000 – The Storm
- 2012 – Samsara (con Lisa Gerrard e Marcello De Francisci)
- 2015 – The Soft Touch of Morning Light
- 2016 – Music for the Dome